# Черняхівський провулок (Житомир)
Черняхівський прову́лок — провулок у Богунському районі Житомира. Топонім напрямкового походження, має назву від селища Черняхів.

## Розташування
Розташований в північній частині міста.

## Історія
Провулок виник після Другої світової війни. Станом на 1968 рік провулок та переважна частина його забудови сформовані.
До 19 лютого 2016 року називався провулок Ватутіна. Відповідно до розпорядження Житомирського міського голови від 19 лютого 2016 року № 112 «Про перейменування топонімічних об'єктів та демонтаж пам'ятних знаків у м. Житомирі», перейменований на Черняхівський провулок.